# ويليام ستار
ويليام ستار هو شخصية أعمال وفلاح وسياسي أمريكي، ولد في 3 مارس 1821، وتوفي في 18 أبريل 1879. انتخب عضو جمعية ولاية ويسكونسن ‏.